# Amomum kingii
Amomum kingii är en enhjärtbladig växtart som beskrevs av John Gilbert Baker. Amomum kingii ingår i släktet Amomum och familjen Zingiberaceae.
Artens utbredningsområde är Sikkim. Inga underarter finns listade i Catalogue of Life.